# Taxach
Taxach ist eine Ortschaft, eine Katastralgemeinde und ein Stadtteil von Hallein mit 3889 Einwohnern (Stand 1. Jänner 2024) im Bezirk Hallein im Salzburger Land in Österreich.
Taxach wird heute in Verbindung mit Rif als Taxach-Rif bezeichnet.

## Geografie

### Lage
Taxach liegt im Nordwesten von Hallein. Innerhalb der Katastralgemeinde liegt die Siedlung Rif und das Schloss Rif.

### Nachbarstadtteile
|  |         |  |
|  | Kompass |  |
|  | Au      |  |

## Kultur und Sehenswürdigkeiten

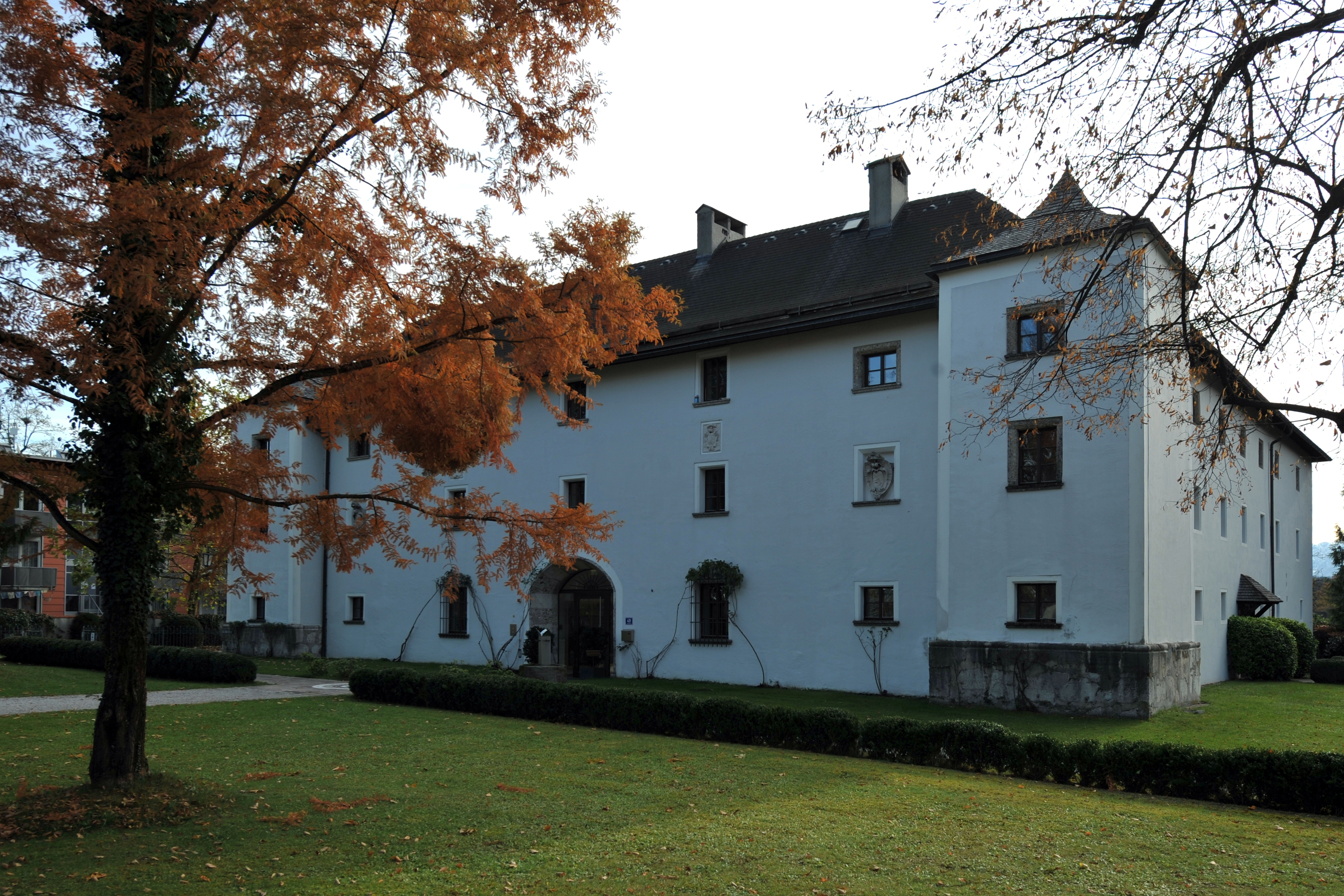
Schloss Rif

Außer Schloss Rif befinden sich die Burgruine Gutrat und das nicht öffentlich zugängliche Schloss Gartenau in Taxach.

## Infrastruktur

### Verkehr
Durch Taxach führt die Salzachtal Straße. Hier gibt es zwei Haltestellen. Diese heißen Taxach Brückenwirt und Taxach Hohlwegwirt, wo die Linie 170 hält.

### Universitäts- und Landessportzentrum Salzburg Rif
Im Universitäts- und Landessportzentrum (ULSZ) Salzburg Rif sind zahlreiche Institutionen beheimatet: Der Fachbereich für Sport- und Bewegungswissenschaft/USI der Universität Salzburg, das Salzburger Schulsportmodell (SSM), das Heeresleistungssportzentrum (HLSZ), das Olympiazentrum Salzburg-Rif, zahlreiche Fachverbände diverser Sportarten, u.v.m. Das ULSZ hat ca. 460.000 Besucher pro Jahr. Das ULSZ-Rif wird vom Land Salzburg und der Universität Salzburg finanziert. Es wurde 1986 errichtet und in den darauffolgenden Jahren ständig erweitert. Den Besuchern stehen zahlreiche Sportanlagen für den Indoor- und Outdoorsport zur Verfügung.